# Barry McGee
Pour les articles homonymes, voir McGee.
Barry McGee, né en 1966 à San Francisco, est un artiste contemporain américain.

## Biographie
Barry McGee est diplômé de la  El Camino High School à South San Francisco, en Californie. Il a ensuite obtenu un diplôme du San Francisco Art Institute en 1991, avec comme spécialisation la peinture et la gravure.
Il a été marié à l'artiste Margaret Kilgallen (en).

## Œuvre
McGee est une figure centrale de la scène artistique du graffiti à San Francisco à la fin des années 1980 et des années 1990. Sous le nom de Twist, il se fait connaître au niveau national par ses graffiti throw-up et des pictogrammes de vis à tête plate stylisés en noir et blanc.
Plus tard, il a fait partie du mouvement artistique Mission School (en) basé sur l'esthétique du Mission District de San Francisco.
Son œuvre est fondée sur une vision pessimiste de l'expérience des cultures urbaines, qu'il décrit comme "les maux urbains, les sur-stimulations, les frustrations, les dépendances et les tentatives de garder la tête froide malgré le matraquage constant de la publicité".
Au début des années 1990, il est artiste en résident à la McClymonds High School (en) à Oakland, en Californie.
Bien que ses origines artistiques se réfèrent aux graffiti du métro de New York (en), il est considéré comme membre du mouvement street art.
Les installations de Barry McGee consistent en des peintures simples et audacieuses, influencées par l'art islamique sur les carreaux de faïence, la peinture de signes vernaculaire ou les caricatures de personnes démunies. Ces peintures sont mélangées avec des photographies d'autres graffeurs.
Des travaux plus anciens comprenaient des superpositions de formes, des marques d'effaçage, des fonds avec des gouttes de peinture à même le mur de la galerie. Il peint aussi des portraits stylisés sur des bouteilles de liqueur vides, des bombes aérosol aplaties et des véhicules accidentés pour des expositions d'art. Il collabore fréquemment avec l'artiste Amaze, lui permettant de peindre l'extérieur et l'intérieur des galeries exposant ses œuvres à lui. Ils ont également créé des figures humaines réalistes, mécaniques, et en mouvement qui semblent taguer les murs des galeries.
La valeur marchande de ses œuvres a considérablement augmenté après 2001, à la suite de sa participation à la Biennale de Venise et à d'autres grandes expositions. En conséquence, une grande partie de son street art de San Francisco a été récupérée ou volée,.

### Controverses
En 2004, dans le cadre d'une exposition à l'hôtel de ville de San Francisco, il peint à la bombe "Smash the State" sur les murs du bureau du superviseur Matt Gonzalez. SFGate en a  écrit : "Le moment et l'emplacement de l'œuvre d'art sont intéressants, étant donné que l'hôtel de ville est un monument historique enregistré et qu'il faut une autorisation pour accrocher un tableau d'affichage". Gonzalez a déclaré à la presse qu'il savait que son bureau serait repeint pour le prochain occupant.

## Expositions
- 1999 : The Buddy System, Deitch Gallery in New York City, NYC[4]
- 1999 : HOSS, Rice Gallery in Houston, TX[5]
- 2001 : Biennale de Venise[6]
- 2004 : Barry McGee and Josh Lazcano, Gallery Paule Anglim in San Francisco, CA[7]
- 2004 : Rose Art Museum[8]
- 2006 : Featured in Beautiful Losers exhibition at Circleculture Gallery in Berlin, Germany[9]
- 2006–2007 : LOFT installation at Roberts & Tilton Gallery in Los Angeles, CA[10]
- 2007 : Musée d'Art contemporain Watari[11]
- 2008 : Baltic Centre for Contemporary Art (en)[12]
- 2008 : The Big Sad (avec Clare Rojas), Riverside Art Museum (en)[13]
- 2008 : Life on Mars Carnegie International[14]
- 2008 : Ratio 3 in San Francisco, CA[15]
- 2009 : McGee / Templeton / Pettibon exhibition curated by Aaron Rose at Circleculture Gallery in Berlin, Germany[16]
- 2009–2010 : Biennale de Lyon, France[17]
- 2010 : The Last Night (With HuskMitNavn), A.L.I.C.E. gallery in Brussels, Belgium[18]
- 2012 : Retrospective at the Berkeley Art Museum[19]
- 2019 : The Other Side, solo show, Perrotin Gallery, Hong Kong[20]
- 2021 : Fuzz Gathering, solo show, Galerie Perrotin, Paris[21]

## Prix
- SECA Art Award (en) 1996